# Natza Farré i Maduell
Natza Farré i Maduell (Barcelona, 23 de gener de 1972) és una periodista i comunicadora feminista catalana.
És coneguda per la seva participació en el programa La competència de RAC 1, dirigit per Òscar Andreu i Òscar Dalmau. També és locutora de televisió a TV3 en programes com Ja t'ho faràs i ha participat en programes com .CAT. El setembre de 2016 va publicar el llibre Curs de feminisme per microones (Ara llibres, 2016), on fa servir l'humor per exemplificar casos de masclisme. El 2018, va fer de col·laboradora al late show de TV3 La Nit dels Òscars. L'any 2019 va obtenir el Premi Bones Pràctiques en Comunicació no sexista de l'Associació de Dones Periodistes de Catalunya, per informacions d’actualitat en clau d’humor i visió feminista. El març de 2020 va publicar el seu segon llibre, Que no t'expliquin contes (Ara llibres, 2019), un llibre il·lustrat per Gala Pont que posa el punt de mira sobre els referents de la infantesa i com condicionen la nostra percepció del món.
Des de febrer de 2022 és vocal de la junta d'Òmnium Cultural presidida per Xavier Antich.